# Новосергеевка (Березнеговатский район)
Новосергеевка (укр. Новосергіївка) — село в Березнеговатском районе Николаевской области Украины.
Основано в 1903 году. Население по переписи 2001 года составляло 129 человек. Почтовый индекс — 56217. Телефонный код — 15168. Занимает площадь 0,532 км².

## Местный совет
56217, Николаевская обл., Березнеговатский р-н, с. Нововладимировка, ул. Молодёжная, 3